# 故如甲木墓地
故如甲木墓地是位于中国西藏自治区阿里地区象泉河流域的古代墓葬群，年代大约相当于中原汉晋时期。该时期的阿里地区据推测处于象雄国的统治，因此故如甲木墓地对了解象雄文明有着重要的意义。2019年10月，故如甲木墓地入选第八批全国重点文物保护单位。

## 简介
故如甲木墓地位于西藏阿里地区噶尔县门士乡故如甲木寺旁，海拔4300米。象泉河自东向西流过此处。从墓地往象泉河上游约1300米处有著名的卡尔东城址，被考古学家认为是神秘的象雄都城“穹隆银城”遗址。考古发现故如甲木墓地的年代和卡尔城东址的年代基本相同，推测墓葬的主人是该城市的修建者或居住者。
2005年，一辆载重汽车经过故如甲木寺时，造成了地面的塌陷。寺庙的僧人对该洞坑进行清理时，发现了木棺，人骨以及丝织品，证明该处是一座古代墓葬。2012年6月至8月，中国社会科学院考古研究所和西藏自治区文物保护研究所联合对该墓葬和周边3座墓葬进行了考古发掘。2013~2014年，联合考古队又清理出该墓群周边共7座墓葬。
该墓地发掘出的随葬器物包括金器、银器、铜器、铁器、石器、骨器、木器、草编器、陶器和丝织品等。丝织品中出现了织有“王侯”铭文的鸟兽纹锦，十分令人瞩目。带有“王侯”和相似禽兽织纹的丝织物在同为汉晋时代的新疆营盘墓地和吐鲁番阿斯塔纳墓地也有发现。通常认为这些织物是中原官府作坊织造，是赐予地方藩属王侯的标志性物品，具有一定的政治意义。随葬物中还有用于覆面的小型黄金面具和大量铜器，显示出该墓葬的较高级别。
通过对墓葬中腐烂碳化物的分析，考古学家还发现了迄今最早的茶叶实物。由于印度种茶的历史距今仅200多年，在当时不太可能向阿里地区提供茶叶。该发现很可能表明在汉代就有从长安延伸到西藏西部地区的早期丝绸之路。